# Arne Mehrens
Arne Timm Mehrens, född 8 augusti 1910 i Tyska Sankta Gertruds församling, Stockholm, död 5 april 1986 i Högalids församling, Stockholm var en svensk produktionsledare och manusförfattare. 

## Filmmanus
- 1947 – Sjätte budet
- 1948 – Loffe som miljonär
- 1948 – Loffe på luffen
- 1948 – Solkatten
- 1948 – Livet på Forsbyholm
- 1950 – Loffe blir polis